# Vicalvi
Vicalvi est une commune italienne de la province de Frosinone, dans la région Latium.

## Administration
| Période                                  | Période | Identité | Étiquette | Qualité |
| ---------------------------------------- | ------- | -------- | --------- | ------- |
|                                          |         |          |           |         |
| Les données manquantes sont à compléter. |         |          |           |         |

En 1927, le gouvernement fasciste créé la Province de Frosinone et attache la commune de Vicalvi à cette nouvelle province.

### Communes limitrophes
Alvito, Casalvieri, Fontechiari, Posta Fibreno

## Personnes provenant de Vicalvi
- La famille Saurini, engagée depuis des siècles dans le maintien de la tour de l'horloge
- La famille Lecce, émigrée en Californie, où elle gère un florissant élevage de serpents à sonnette

### Religion
La majeure partie de la population pratique la religion catholique et dépend du diocèse de Sora-Cassino-Aquino-Pontecorvo.